# La plaga (pel·lícula de 2013)
La plaga és una pel·lícula catalana documental de 2013 dirigida per Neus Ballús, d'històries creuades que ofereixen un sorprenent retrat de la vida als entorns de Gallecs (Vallès Oriental). Els protagonistes no són actors, sinó que s'interpreten a si mateixos, després d'un treball conjunt amb la directora de més de quatre anys.
Es tracta de l'opera prima de la seva directora i guionista, que ha estat presentada en multitud de festivals de cinema, en els que està obtenint gran reconeixement, inclosos 4 premis en els Premis Gaudí del 2014.

## Argument
En Raül, un pagès que intenta fer producció ecològica, contracta a en Iurie perquè l'ajudi en les feines del camp. En Iurie és un lluitador moldau de lluita lliure, però per guanyar-se la vida ha de treballar en el que li surt. A poc a poc, les històries d'aquests dos homes van entrellaçant-se amb les de tres dones solitàries: la Maria, una anciana que ha de deixar la casa pairal on sempre ha viscut per anar-se'n a viure a una residència de gent gran; la Rose, una infermera filipina que acaba d'arribar al país; i la Maribel, una prostituta que cada cop té menys clients. Els destins de tots aquests personatges s'entreteixeixen a mesura que l'estiu avança.

## Guardons

### Premis
- 2013: Premi María a la millor pel·lícula al Festival de Cinema de Cali (Colòmbia) per La plaga[6]
- 2014: Premi Òpera Prima del Col·legi de Directors i Directores de Cinema de Catalunya[7]
- 2014: Premis Gaudí:[5]
  - Millor pel·lícula, per Neus Ballús
  - Millor direcció, per Neus Ballús
  - Millor guió, per Neus Ballús i Pau Subirós
  - Millor muntatge, per Neus Ballús i Domi Parra

### Nominacions
- 2013: European Discovery al European Film Awards per La plaga[8]
- 2013: Premi Lux del Parlament Europeu a les pel·lícules amb especial rellevància social, per La plaga
- 2014: Gaudí a la millor fotografia, per Diego Dussuel[9]
- 2014: Premis Goya:[10]
  - Millor pel·lícula, per El Kinògraf, S.L.
  - Millor director novell, per Neus Ballús
  - Millor guió original, per Pau Subirós i Neus Ballús
  - Millor música original, per David Crespo Garriga
  - Millor actor revelació, per Iurie Timbur i Raúl Molist
  - Millor actriu revelació, per Rose Abella Valdez i María Ros
  - Millor direcció de producció, per Judit Quintana Lliró
  - Millor fotografia, per Diego Dussuel
  - Millor muntatge, per Neus Ballús
  - Millor so, per Pau Subirós, Juan Sánchez, Marisol Nievas
  - Millor pel·lícula documental, per El Kinògraf, S.L.